# (14558) Wangganchang
(14558) Wangganchang est un astéroïde de la ceinture principale.

## Description
(14558) Wangganchang est un astéroïde de la ceinture principale. Il fut découvert le 19 novembre 1997 à la station de Xinglong par le programme Beijing Schmidt CCD Asteroid Program. Il présente une orbite caractérisée par un demi-grand axe de 3,00 UA, une excentricité de 0,11 et une inclinaison de 9,9° par rapport à l'écliptique.

## Compléments